# Svitavka
Svitavka este o arie protejată (arie specială de conservare — SAC, sit de importanță comunitară — SCI) din Republica Cehă întinsă pe o suprafață de 10,12 ha, integral pe uscat.

## Localizare
Centrul sitului Svitavka este situat la coordonatele 50°47′50″N 14°40′17″E / 50.797222°N 14.671389°E.

## Înființare
Situl Svitavka a fost declarat sit de importanță comunitară în aprilie 2005 pentru a proteja 1 specie de animale. Situl a fost protejat și ca arie specială de conservare în septembrie 2016.

## Biodiversitate
Situată în ecoregiunea continentală, aria protejată nu include niciun habitat protejat.
La baza desemnării sitului se află o specie protejată de  pești: cicar (Lampetra planeri).